# Rode brug (Utrecht)
De Rode brug (ook wel Rodebrug, Rode Brug, Roode Brug, “Rooie Brug” of Hogelandse Brug) is een brug over de rivier de Vecht in de Nederlandse stad Utrecht. Deze kleine rode ophaalbrug is gelegen tussen de Anton Geesinkstraat en de Loevenhoutsedijk, en vormt in bredere zin een verbinding tussen de buurten Ondiep en Loevenhoutsedijk en omgeving. Het is een smalle brug, slechts breed genoeg voor één auto tegelijk, maar er geldt wel tweerichtingsverkeer.

## Historie
De brug is genoemd naar het middeleeuwse gerecht Roode Brug. De rivier de Vecht werd rond deze locatie in de middeleeuwen deels gekanaliseerd waarbij meanders werden doorgestoken. Ter hoogte van de Bemuurde Weerd gebeurde dat rond 1300. Omstreeks 1338 volgde de aanleg van de Nieuwe Vecht.
Hoe de huidige brugnaam precies tot stand is gekomen is niet bekend maar vermoedelijk speelt de kleur van de brug daarin een rol. Deze vaste brug werd meermalen vernieuwd, maar werd in 1621 vervangen door een ophaalbrug omdat de bestaande brug te veel hinder voor de scheepvaart opleverde. Tussen 1870-1890 werd een nieuwe dubbele ophaalbrug gebouwd. In 1956 werd een nieuwe brug in gebruik genomen als onderdeel van de doorgaande weg naar Overvecht. Op de smalle brug konden twee auto’s elkaar niet passeren, waarbij nogal eens gevaarlijke verkeerssituaties ontstonden. In zulke gevallen moest de politie uit de aan de Hogelanden gevestigde politiepost ingrijpen. Dit voormalige politiebureau stond naast de brug aan de Hogelanden W.Z. 32. Dit uit 1909 daterende bouwwerk is onder meer voorzien van een torentje. Omstreeks 2006 is het bureau verbouwd om plaats te bieden aan gezondheidszorg rond dak- en thuisloze alcoholverslaafden. 
Vanwege het toenemende verkeer werd in 1984 besloten om de brug te verbreden. In de zomer kon de brug door uitzetting vast komen te zitten en daarom werd de brug sinds ongeveer het jaar 2000 's zomers overdag gekoeld door water op het brugdek te spuiten.
Toen de brug het einde van zijn levensduur naderde, werd deze in 2009 vervangen door een nieuwe brug naar ontwerp van Marja Haring. De sloop van de brug startte op 3 november 2008. De nieuwe brug is weer een roodgekleurde ophaalbrug en is in gebruik vanaf juli 2009. De nieuwe brug heeft verhoogde fietsstroken in beide richtingen. Voorheen moesten fietsers de smalle weg delen met auto's en stadsbussen. De nieuwe brug heeft naast de rijbanen aan weerszijden een verhoogd fiets- en voetpad. Op deze verbrede brug kunnen twee auto’s elkaar echter nog steeds niet passeren, ondanks het ingestelde tweerichtingsverkeer. Bij de brug bevindt zich nog een, gedeeltelijk houten, brugwachtershuisje uit 1890, dat een rijksmonument is.

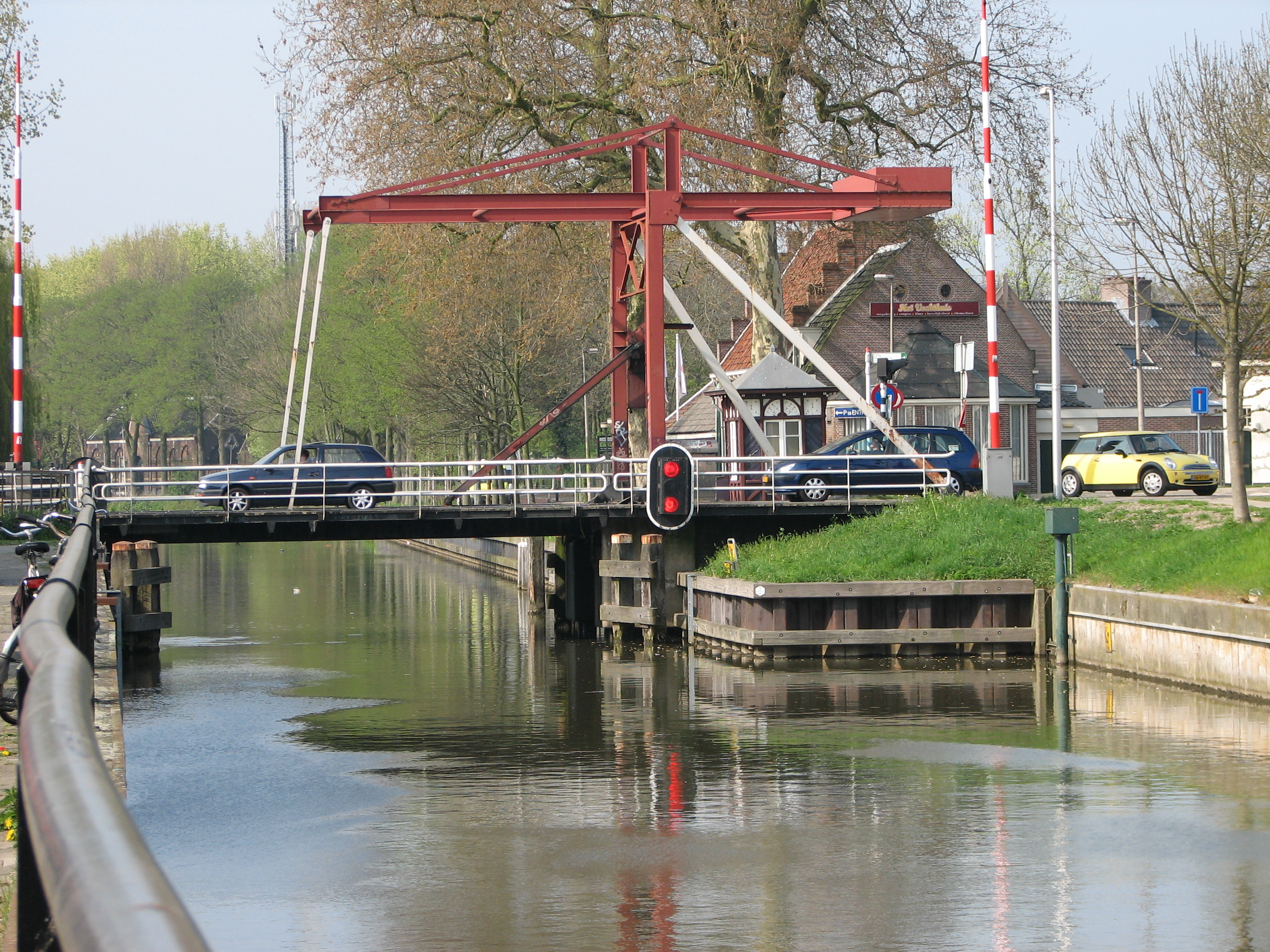
Voorganger van de huidige Rode brug
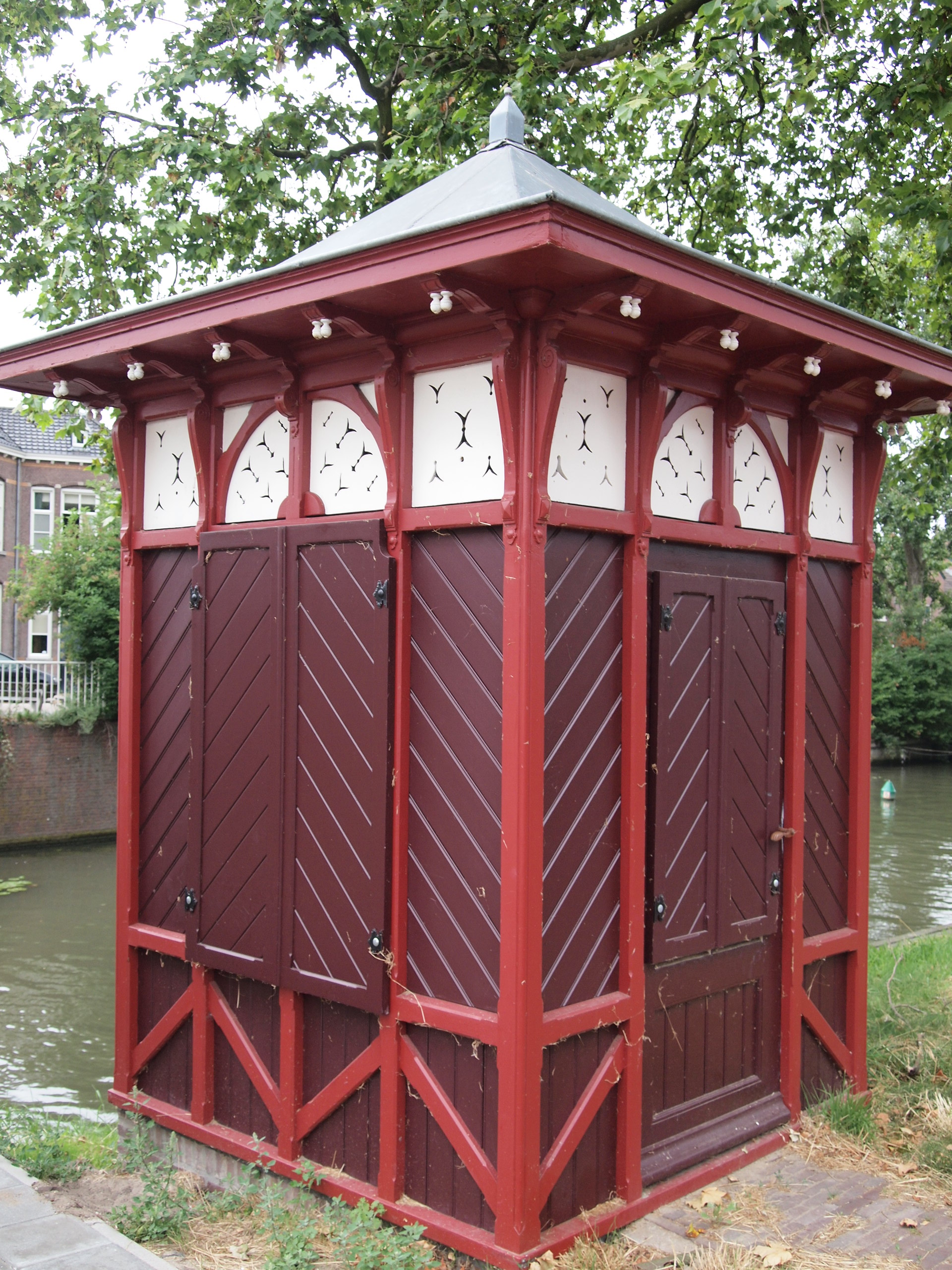
Rijksmonumentaal brugwachtershuisje